# Созинов, Павел Алексеевич
Па́вел Алексе́евич Со́зинов  (род. 26 октября 1959, Юрино, Марийская АССР) — российский учёный-конструктор, специалист в производстве вооружений. Доктор технических наук, член-корреспондент РАН (2022), Герой Труда Российской Федерации (2022).

## Биография
Родился в 1959 году. В 1982 году закончил Минское училище ПВО с золотой медалью. С 1982 по 2000 работал в ЦНИИ-2 министерства обороны РФ. с 2000 по 2009 заместитель главного конструктора ОАО «Алмаз-Антей». С 2011 генеральный конструктор ОАО «Алмаз-Антей». В 2022 году избран членом корреспондентом РАН.
Руководит магистерской программой МФТИ.
В 2021 году награждён Премией Российской Академии наук имени А. А. Расплетина за серию работ «Принятие решений в управлении».